# Ладіслав Шмід
Ладіслав Шмід (чеськ. Ladislav Šmíd; нар. 1 лютого 1986, Фридлант) — чеський хокеїст, що грав на позиції захисника. Грав за збірну команду Чехії.
Провів понад 500 матчів у Національній хокейній лізі.

## Ігрова кар'єра
У юнацькому віці Ладіслав виступав на турнірі в Канаді в складі команди з Хомутова.
Хокейну кар'єру розпочав на батьківщині 2002 року виступами за команду «Білі Тигржи».
2004 року був обраний на драфті НХЛ під 9-м загальним номером командою «Анагайм Дакс». Перший свій сезон в Північній Америці Ладіслав провів у складі клубу АХЛ «Портленд Пайретс».
3 липня 2006 року його разом із Джофрі Лупулом обміняли на гравця клубу «Едмонтон Ойлерс» Кріса Пронгера. Сезон 2006–07 чех відіграв у складі «нафтовиків», у наступному сезоні шість матчів провів за фарм-клуб «Ойлерс» «Спрингфілд Фалконс».
Після сезону 2008–09 Шмід брав участь у переговорах між «Ойлерс» та «Оттава Сенаторс», згідно з якими він, а також ще два гравця по команді Ендрю Кольяно та Дастін Пеннер мали обміняти на «сенатора» Дені Гітлі але через відмову останнього обмін провалився.
Шостий сезон в НХЛ став для Ладіслава одним з найкращих, він відіграв у парі з Джеффом Петрі і по багатьом показникам захисника, був лідером команди.
1 квітня 2013 року Шмід підписав чотирирічний контракт з «нафтовиками».
8 листопада 2013 року чех потрапив під обмін гравцями між «Ойлерс» та «Калгарі Флеймс».
У складі «Флеймс» Ладіслав отримав травму спини, яка завадала захиснику грати на тому ж рівні, що і в складі «Ойлерс» тож 23 травня 2017 року на правах вільного агента чех повернувся до клубу «Білі Тигржи».
29 березня 2022 року Шмід оголосив про завершення кар'єри в професійному хокеї.
Був гравцем юніорської та молодіжної збірної Чехії, у складі яких брав участь у 30 іграх. Виступав за національну збірну Чехії, на головних турнірах світового хокею провів 19 ігор в її складі.

## Статистика

### Клубні виступи
| Сезон        | Клуб                 | Ліга         | Регулярний сезон | Регулярний сезон | Регулярний сезон | Регулярний сезон | Регулярний сезон | Плей-оф | Плей-оф | Плей-оф | Плей-оф | Плей-оф |
| Сезон        | Клуб                 | Ліга         | І                | Г                | П                | О                | ШХ               | І       | Г       | П       | О       | ШХ      |
| ------------ | -------------------- | ------------ | ---------------- | ---------------- | ---------------- | ---------------- | ---------------- | ------- | ------- | ------- | ------- | ------- |
| 2002–03      | «Білі Тигржи»        | ЧЕ U20       | 41               | 1                | 18               | 19               | 30               | 8       | 2       | 1       | 3       | 31      |
| 2002–03      | «Білі Тигржи»        | ЧЕ           | 4                | 0                | 0                | 0                | 0                | —       | —       | —       | —       | —       |
| 2003–04      | «Білі Тигржи»        | ЧЕ U20       | 14               | 4                | 10               | 14               | 38               | 2       | 1       | 0       | 1       | 6       |
| 2003–04      | «Білі Тигржи»        | ЧЕ           | 45               | 1                | 1                | 2                | 51               | —       | —       | —       | —       | —       |
| 2003–04      | «Бероун»             | ЧЕ.2         | —                | —                | —                | —                | —                | 3       | 1       | 1       | 2       | 4       |
| 2004–05      | «Білі Тигржи»        | ЧЕ U20       | 3                | 0                | 1                | 1                | 4                | —       | —       | —       | —       | —       |
| 2004–05      | «Білі Тигржи»        | ЧЕ           | 39               | 1                | 3                | 4                | 14               | 12      | 0       | 0       | 0       | 6       |
| 2005–06      | «Портленд Пайретс»   | АХЛ          | 71               | 3                | 25               | 28               | 48               | 16      | 0       | 1       | 1       | 16      |
| 2006–07      | «Едмонтон Ойлерс»    | НХЛ          | 77               | 3                | 7                | 10               | 37               | —       | —       | —       | —       | —       |
| 2007–08      | «Спрингфілд Фалконс» | АХЛ          | 8                | 1                | 4                | 5                | 15               | —       | —       | —       | —       | —       |
| 2007–08      | «Едмонтон Ойлерс»    | НХЛ          | 65               | 0                | 4                | 4                | 58               | —       | —       | —       | —       | —       |
| 2008–09      | «Едмонтон Ойлерс»    | НХЛ          | 60               | 0                | 11               | 11               | 57               | —       | —       | —       | —       | —       |
| 2009–10      | «Едмонтон Ойлерс»    | НХЛ          | 51               | 1                | 8                | 9                | 39               | —       | —       | —       | —       | —       |
| 2010–11      | «Едмонтон Ойлерс»    | НХЛ          | 78               | 0                | 10               | 10               | 85               | —       | —       | —       | —       | —       |
| 2011–12      | «Едмонтон Ойлерс»    | НХЛ          | 78               | 5                | 10               | 15               | 44               | —       | —       | —       | —       | —       |
| 2012–13      | «Білі Тигржи»        | ЧЕ           | 22               | 2                | 12               | 14               | 22               | —       | —       | —       | —       | —       |
| 2012–13      | «Едмонтон Ойлерс»    | НХЛ          | 48               | 1                | 3                | 4                | 55               | —       | —       | —       | —       | —       |
| 2013–14      | «Едмонтон Ойлерс»    | НХЛ          | 17               | 1                | 1                | 2                | 16               | —       | —       | —       | —       | —       |
| 2013–14      | «Калгарі Флеймс»     | НХЛ          | 56               | 1                | 5                | 6                | 62               | —       | —       | —       | —       | —       |
| 2014–15      | «Калгарі Флеймс»     | НХЛ          | 31               | 0                | 1                | 1                | 13               | —       | —       | —       | —       | —       |
| 2015–16      | «Калгарі Флеймс»     | НХЛ          | 22               | 0                | 0                | 0                | 6                | —       | —       | —       | —       | —       |
| 2015–16      | «Стоктон Гіт»        | АХЛ          | 1                | 0                | 0                | 0                | 0                | —       | —       | —       | —       | —       |
| 2017–18      | «Білі Тигржи»        | ЧЕ           | 47               | 3                | 10               | 13               | 40               | 10      | 1       | 1       | 2       | 12      |
| 2017–18      | «Бенатки над Їзерою» | ЧЕ.2         | 1                | 0                | 0                | 0                | 12               | —       | —       | —       | —       | —       |
| 2018–19      | «Білі Тигржи»        | ЧЕ           | 51               | 4                | 20               | 24               | 54               | 17      | 1       | 5       | 6       | 8       |
| 2019–20      | «Білі Тигржи»        | ЧЕ           | 51               | 6                | 29               | 35               | 64               | —       | —       | —       | —       | —       |
| 2020–21      | «Білі Тигржи»        | ЧЕ           | 26               | 1                | 10               | 11               | 40               | —       | —       | —       | —       | —       |
| 2021–22      | «Білі Тигржи»        | ЧЕ           | 32               | 2                | 16               | 18               | 24               | 10      | 1       | 8       | 9       | 4       |
| Усього в ЧЕ  | Усього в ЧЕ          | Усього в ЧЕ  | 317              | 20               | 101              | 121              | 309              | 49      | 3       | 14      | 17      | 30      |
| Усього в НХЛ | Усього в НХЛ         | Усього в НХЛ | 583              | 12               | 60               | 72               | 472              | —       | —       | —       | —       | —       |

### Збірна
| Рік                | Команда            | Турнір             | Місце              | І  | Г | П | О | ШХ |
| ------------------ | ------------------ | ------------------ | ------------------ | -- | - | - | - | -- |
| 2003               | Чехія              | ЮЧС18              | 6-е                | 6  | 0 | 0 | 0 | 2  |
| 2004               | Чехія              | МЧС                | 4-е                | 6  | 1 | 2 | 3 | 4  |
| 2004               | Чехія              | ЮЧС18              | 3                  | 5  | 0 | 2 | 2 | 0  |
| 2005               | Чехія              | МЧС                | 3                  | 7  | 0 | 2 | 2 | 4  |
| 2006               | Чехія              | МЧС                | 6-е                | 6  | 1 | 1 | 2 | 0  |
| 2007               | Чехія              | ЧС                 | 7-е                | 6  | 0 | 0 | 0 | 31 |
| 2013               | Чехія              | ЧС                 | 7-е                | 8  | 0 | 3 | 3 | 6  |
| 2014               | Чехія              | ОІ                 | 6-е                | 5  | 0 | 0 | 0 | 2  |
| Молодіжна збірна   | Молодіжна збірна   | Молодіжна збірна   | Молодіжна збірна   | 30 | 2 | 7 | 9 | 10 |
| Національна збірна | Національна збірна | Національна збірна | Національна збірна | 19 | 0 | 3 | 3 | 39 |